# 拉布 (上阿尔卑斯省)
拉布（法語：Rabou，法語發音：[ʁabu]）是法国上阿尔卑斯省的一个市镇，位于该省西部，属于加普区。

## 地理
拉布（44°35'28"N, 6°0'20"E）面积26.56 平方千米，位于法国普罗旺斯-阿尔卑斯-蓝色海岸大区上阿尔卑斯省，该省份为法国东南部内陆省份，北起萨瓦省，西北接伊泽尔省，西南接德龙省，南至上普罗旺斯阿尔卑斯省，东北部与意大利接壤。
与拉布接壤的市镇（或旧市镇、城区）包括：加普、拉罗什德萨诺。

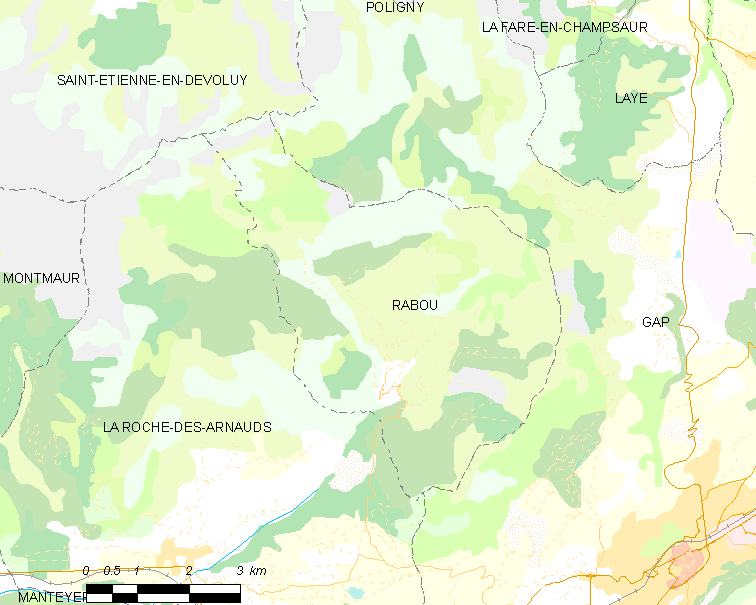
的OSM定位图

拉布的时区为UTC+01:00、UTC+02:00（夏令时）。

## 行政
拉布的邮政编码为05400，INSEE市镇编码为05112。

## 政治
拉布所属的省级选区为韦讷县。

## 人口

1962-2008年间人口变化图示

拉布于2022年1月1日时的人口数量为90人。